# Фелікс Шюц
Фелікс Шюц (нім. Felix Schütz; 3 листопада 1987, м. Ердінг, Німеччина) — німецький хокеїст, центральний/лівий нападник. Виступає за Кельнер Гайє у ДХЛ.
Вихованець хокейної школи ТВС «Ердінг». Виступав за «Сейнт-Джон Сі-Догс» (QMJHL), «Валь-д'Ор Форерс» (QMJHL), ЕРК «Інгольштадт», «Портленд Пайретс» (АХЛ), «Кельнер Гайє», «Адмірал» (Владивосток), ЕХК «Мюнхен», Авангард Омськ, Динамо (Рига), Торпедо (Нижній Новгород), Регле.
У чемпіонатах КХЛ — 77 матчів (20+28), у плей-оф — 5 матчів (2+1).
У складі національної збірної Німеччини учасник чемпіонатів світу 2010, 2011, 2012, 2013, 2014 і 2017 (52 матчі, 11+16). У складі молодіжної збірної Німеччини учасник чемпіонатів світу 2005, 2006 (дивізіон I) і 2007. У складі юніорської збірної Німеччини учасник чемпіонату світу 2005.